# Coquillettidia albifera
Coquillettidia albifera är en tvåvingeart som först beskrevs av Prado 1931.  Coquillettidia albifera ingår i släktet Coquillettidia och familjen stickmyggor. Inga underarter finns listade i Catalogue of Life.